# Polyommatus cornelia
Polyommatus cornelia is een vlinder uit de familie van de Lycaenidae. De wetenschappelijke naam van de soort is voor het eerst geldig gepubliceerd in 1851 door Gerhard.

## Synoniemen
- Polyommatus candalus Herrich-Schäffer, 1852
- Polyommatus anatolica Koçak, 1975
- Polyommatus subtilis Pagés & Charmeux, 1992